# 伊吹勇亮
伊吹 勇亮（いぶき ゆうすけ、1978年 - ）は、日本の経営学者。京都産業大学経営学部准教授。京都府出身。
主な研究領域は経営戦略論、広告産業論、コミュニケーション・マネジメント、組織間関係論。

## 略歴

### 学歴
- 2000年 京都大学経済学部経営学科卒業
- 2002年 京都大学大学院経済学研究科組織経営分析専攻博士前期課程修了（修士（経済学））
- 2005年、京都大学大学院経済学研究科組織経営分析専攻博士後期課程学修認定取得退学

### 職歴
- 2005年 長岡大学産業経営学部専任講師
- 2007年 長岡大学経済経営学部人間経営学科専任講師
- 2009年 京都産業大学経営学部経営学科准教授

#### 学外における役職
- 日本広報学会「スポーツ広報の現状と可能性」研究会主査 (2005.4 - 2007.3)
- 日本広報学会理事（2007.6 - 現在）